# Shinya Nasu
Shinya Nasu (奈須 伸也 Nasu Shinya?), född 29 december 1978 i Osaka prefektur, är en japansk före detta fotbollsspelare.
Nasu började sin karriär 1997 i Sagawa Express Osaka. Efter Sagawa Express Osaka spelade han för Ventforet Kofu och FC Gifu. Han avslutade karriären 2008.